# Дієго Австрійський
Дієго Австрійський (15 серпня 1575 – 21 листопада 1582), третій син і третя дитина короля Іспанії Філіпа II і його четвертої дружини, Анни

## Біографія
Дієго народився через два місяці після смерті свого брата Карла Лоренцо. У віці трьох років, помер його брат Фердинанд, Дієго отримав титул принца Астурійського, і став спадкоємцем Іспанської корони.
Після сходження батька на престол Португалії в 1580 році Дієго також перетворився на спадкоємця Португальського престолу.
Як і принц Фердинанд, Дієго помер в дуже ранньому віці, коли йому було всього сім років.